# Oberrimbacher Erdfälle
Oberrimbacher Erdfälle ist ein Naturschutzgebiet auf den Gemarkungen des Creglinger Stadtteils Oberrimbach und des Niederstettener Stadtteils Wildentierbach im Main-Tauber-Kreis sowie des Schrozberger Stadtteils Spielbach im Landkreis Schwäbisch Hall in Baden-Württemberg.

## Geschichte
Durch Verordnung des Regierungspräsidiums Stuttgart über das Naturschutzgebiet Oberrimbacher Erdfälle vom 6. November 1985 wurde ein Schutzgebiet mit 71,2 Hektar ausgewiesen.

## Schutzzweck
„Schutzzweck ist die Erhaltung der erdgeschichtlich wertvollen Erdfälle (Dolinen) sowie von Feuchtgebieten“ (LUBW). Im Schutzgebiet liegen über 100 Dolinen.